# Ana de Brandemburgo
Ana de Brandemburgo (27 de agosto de 1487 - 3 de maio de 1514) foi uma nobre alemã, marquesa de Brandemburgo.

## Família
Ana era a quinta filha do príncipe-eleitor João Cícero de Brandemburgo e da sua esposa, a duquesa Margarida da Saxónia. Os seus avós paternos eram o príncipe-eleitor Alberto III Aquiles de Brandemburgo e a marquesa Margarida de Baden. Os seus avós maternos eram o conde Guilherme III da Turíngia (duque do Luxemburgo) e a duquesa Ana do Luxemburgo.

## Casamento

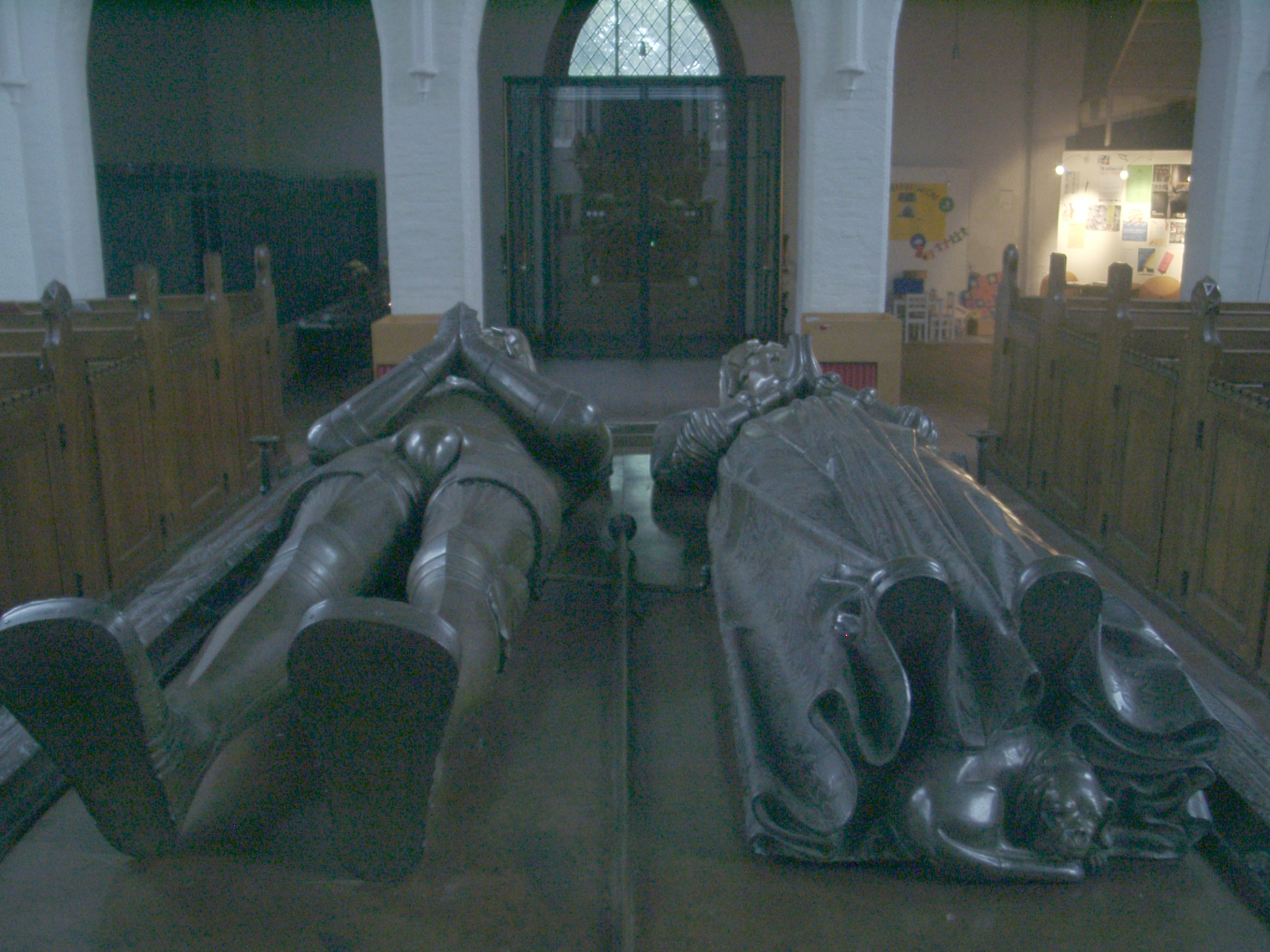
Túmulo de Ana e do seu marido, o rei Frederico I da Dinamarca

Em 1500, Ana ficou noiva do então duque Frederico de Schleswig-Holstein, que apenas se viria a tornar rei da Dinamarca após a morte dela. Como os dois eram primos em segundo grau (a mãe de Frederico, a marquesa Doroteia de Brandemburgo, era prima direita do pai de Ana), o casamento precisou de uma dispensação papal. Além disso, como Ana ainda era muito nova, o casamento só se realizou no dia 10 de abril de 1502. A cerimónia foi dupla, visto que no mesmo dia, o irmão mais velho de Ana, Joaquim, casou-se com a sobrinha de Frederico, a princesa Isabel.
Após a sua morte, Frederico voltou a casar-se, desta vez com a duquesa Sofia da Pomerânia.

## Descendência
Ana e Frederico tiveram dois filhos:
- Cristiano III da Dinamarca (12 de agosto de 1503 – 1 de janeiro de 1559), rei da Dinamarca entre 1534 e 1559. Rei da Noruega a partir de 1537. Casou-se com a duquesa Doroteia de Saxe-Lauemburgo; com descendência.
- Doroteia da Dinamarca (1 de agosto de 1504 – 11 de abril de 1547), casada com o duque Alberto da Prússia; com descendência.